# Yuko Araki
Yuko Araki (新木 優子) (Tóquio, 15 de dezembro de 1997) é uma atriz e modelo japonesa da agência Stardust Promotion. É modelo da revista "non-no" desde 2014..

## Biografia
Araki foi recrutada quando estava na escola primária . Seu primeiro papel principal no cinema foi Ikari o Nagero em maio de 2008. Araki se tornou modelo exclusiva da revista non-no em 2014. 
Seu primeiro papel principal em um drama televisivo foi no drama da Fuji Television, Love Love Alien em 2016. As habilidades de Araki são tocar eufônio e trompete . 

Ela dublou Gabby Gabby na dublagem japonesa de Toy Story 4 .